# ناعومي بي. لين
ناعومي بي. لين (بالإنجليزية: Naomi B. Lynn)‏ هي أكاديمية أمريكية، ولدت في 16 أبريل 1933 في نيويورك في الولايات المتحدة.